# Лінкенбах
Лінкенбах (нім. Linkenbach) — громада в Німеччині, розташована в землі Рейнланд-Пфальц. Входить до складу району Нойвід. Складова частина об'єднання громад Пудербах.
Площа — 5,43 км2. Населення становить 501 ос. (станом на 31 грудня 2020).